# Nicotine (album)
Nicotine è il primo album in studio del cantante statunitense Trevor Daniel, pubblicato il 26 marzo 2020 dalla Alamo e Interscope.
Il disco è stato supportato da un singolo estratto, Past Life, e nel disco è stato incluso Falling, che ha visto la svolta internazionale di Daniel.

## Pubblicazione
Il 6 marzo 2020, dopo l'uscita di Past Life, Daniel ha annunciato che l'uscita dell'album sarebbe avvenuta il 27 marzo dello stesso anno. Tuttavia, la data di pubblicazione è stata anticipata di un giorno.

## Tracce
1. Nicotine – 2:46 (Trevor Daniel Neill, Angel Lopez, Bardo Notovny, Cole Hutzler, Justin De Vries, Kim Candilora, Nicholas Mira, Omer Fedi, Stefan Schonewill, William Repko)
2. Lovesick – 2:55 (Trevor Daniel Neill, Alex Dowbnia, Bardo Notovny, Blake Slatkin, Cole Hutzler, Kim Candilora, Nicholas Mira, Omer Fedi, William Repko)
3. Anymore – 2:11 (Trevor Daniel Neill, Bardo Notovny, Cole Hutzler, Kim Candilora, Omer Fedi, William Repko)
4. Things We Do for Love – 2:33 (Trevor Daniel Neill, Gregory Hein, Kevin Carbo)
5. All of That – 2:02 (Trevor Daniel Neill, Angel Lopez, David Wilson, Elias Latrou, Jasper Harris, Kim Candilora, Omer Fedi, William Repko)
6. OMG – 2:26 (Trevor Daniel Neill, Bardo Notovny, Cole Hutzler, Elias Latrou, Kim Candilora, Omer Fedi, William Repko)
7. Disaster – 2:46 (Trevor Daniel Neill, David Lataille Jr., Omer Fedi)
8. 911 – 2:33 (Trevor Daniel Neill, Angel Lopez, Ben Sturdivant, Omer Fedi)
9. Past Life – 3:01 (Trevor Daniel Neill, Caroline Pennell, Finneas O'Connell, Jay Stolar, Mick Coogan, Sean Myer)
10. Falling – 2:39 (Trevor Daniel Neill, Charlie Handsome, Danny Snodgrass Jr., Kim Candilora II, Martin Kottmeier)

## Classifiche
| Classifica (2020) | Posizione massima |
| ----------------- | ----------------- |
| Canada            | 61                |
| Estonia           | 15                |
| Lettonia          | 24                |
| Lituania          | 17                |
| Stati Uniti       | 79                |